# Ecitomyia
Ecitomyia is een geslacht van insecten uit de familie van de Bochelvliegen (Phoridae), die tot de orde tweevleugeligen (Diptera) behoort.

## Soort
- E. wheeleri Brues, 1901